# ブルターニュ (戦列艦・初代)
|          | |
| 艦歴     | |
| 発注:    | 1762年 |
| 建造:    | ブレスト |
| 進水:    | 1766年5月24日 |
| 竣工:    | 1767年 |
| 改名:    | レヴォリューショネル、1794年 |
| その後:  | 1796年解体 |
| 性能諸元 | |
| クラス:  | 110門戦列艦 |
| 全長:    | 砲列甲板：56m 竜骨：50m |
| 全幅:    | 15m |
| 喫水:    | 7.5m |
| 機関:    | 帆走（3本マストシップ） |
| 乗員:    | 士官19名、水兵1,200名 |
| 兵装:    | 110門： 上砲列：12ポンド（5kg）砲32門 中砲列：24ポンド（11kg）砲32門 下砲列：36ポンド（16kg）砲30門 艦首楼：6ポンド（3kg）砲16門 |

ブルターニュ（Bretagne）は1766年に進水したフランス海軍の110門戦列艦。フランス革命下の1794年にレヴォリューショネル(Révolutionnaire)と改名した。

## 参加海戦
- 第1次ウェサン島の海戦
- 第2次ウェサン島の海戦
- 第3次ウェサン島の海戦

18世紀に起こった3度の「ウェサン島の海戦」全てに参加した唯一のフランス艦である。なおイギリス側にはクイーンとヴァリアントの2隻がある。